# Koporokendié Nâ
Koporokendié Nâ, o anche Koporo Na, è un comune rurale del Mali facente parte del circondario di Koro, nella regione di Mopti.
Il comune è composto da 19 nuclei abitati:
- Anakaroua
- Bama
- Begné-Na
- Begné-Pérou
- Djimerou
- Guingal
- Koporo Na
- Kountogoro
- Pel-Kanda
- Semberé
- Sinda
- Tawanogou
- Temé-Na
- Tendely
- Wol-Anakanda
- Wol-Kadiel
- Wol-Konssogou
- Wol-Laye
- Wol-Maoudé